# 耶里堡
耶里堡（義大利語：Castel di Ieri）是意大利阿奎拉省的一个市镇。总面积18.75平方公里，人口342人，人口密度18.2人/平方公里（2009年）。ISTAT代码为066027。